# 香納洪鎮區 (伊利諾伊州威爾縣)
香納洪鎮區（英語：Channahon Township）是位於美國伊利諾伊州威爾縣的一個行政鎮區。

## 地方資料
根據2010年美國人口普查的數據，香納洪鎮區的面積為92.40平方千米，當中陸地面積為86.50平方千米，而水域面積為5.90平方千米。當地共有人口10448人，而人口密度為每平方千米113.07人。